# Sinn Sing Hoi
Sinn Sing Hoi ou Xian Xinghai est un compositeur chinois qui a écrit dans tous les genres classiques (deux symphonies, un concerto pour violon, et un opéra notamment). Né le 13 juin 1905 à Macao et décédé le 30 octobre 1945, sa pièce la plus connue s'intitule La Cantate du Fleuve Jaune (1939).
En 1934, il est le premier Chinois admis à la Schola Cantorum et au Conservatoire de Paris. Il a notamment étudié avec Vincent d'Indy et Paul Dukas[citation nécessaire].

## Compositions
- Sonate pour violon en ré mineur, Op.3
- Symphonie n°1 "Libération de la nation", Op.5 (1935/1941)
- Cantate du Fleuve Jaune, Op.7 (1939/1941)
- Cantate de la production, Op. 8 (1939)
- Suite n°1, Op.9
- Suite n°4 "L'Homme Jiang Hong", Op.15 (1943)
- Symphonie n°2 "Guerre sainte", Op.17 (1943)
- Amangeldy, Op.22
- 19 poèmes anciens, Op.25
- Raphsodie chinoise, Op.26 (1945)
- Ambush
- Chanson des pêcheurs
- 3 danses kazakhes
- Misty Siberia
- Ploughing Song
- Praise New China
- Red Wheat
- Trente millions de réfugiés

## Galerie

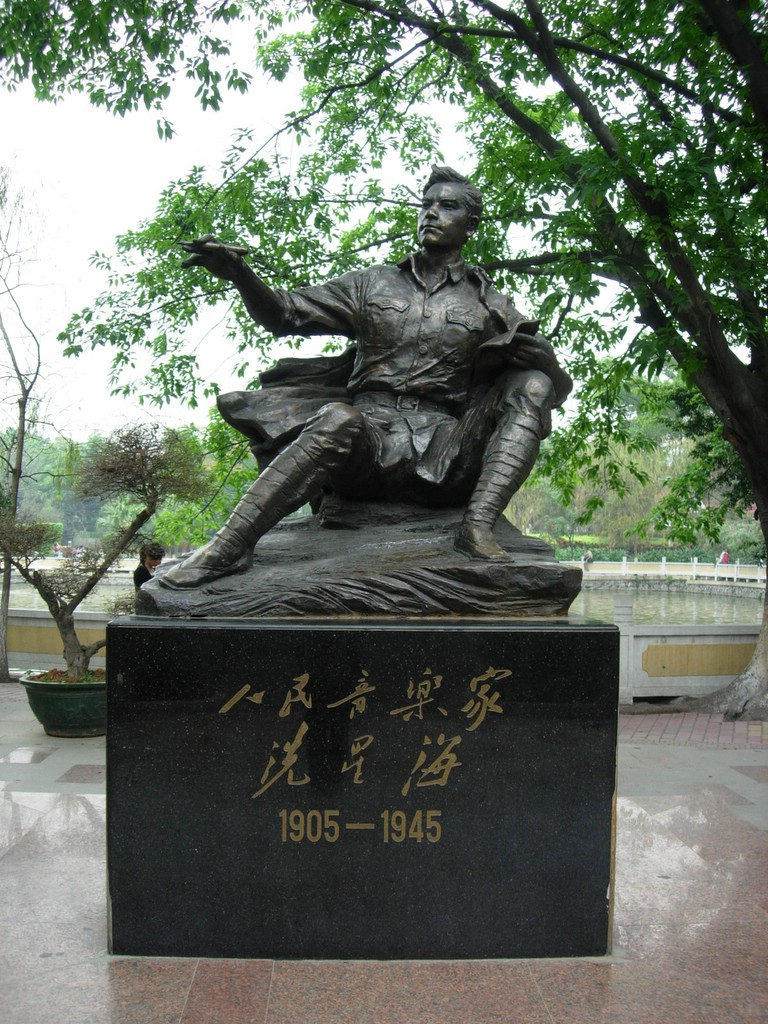
Statue de Sinn Sing Hoi.
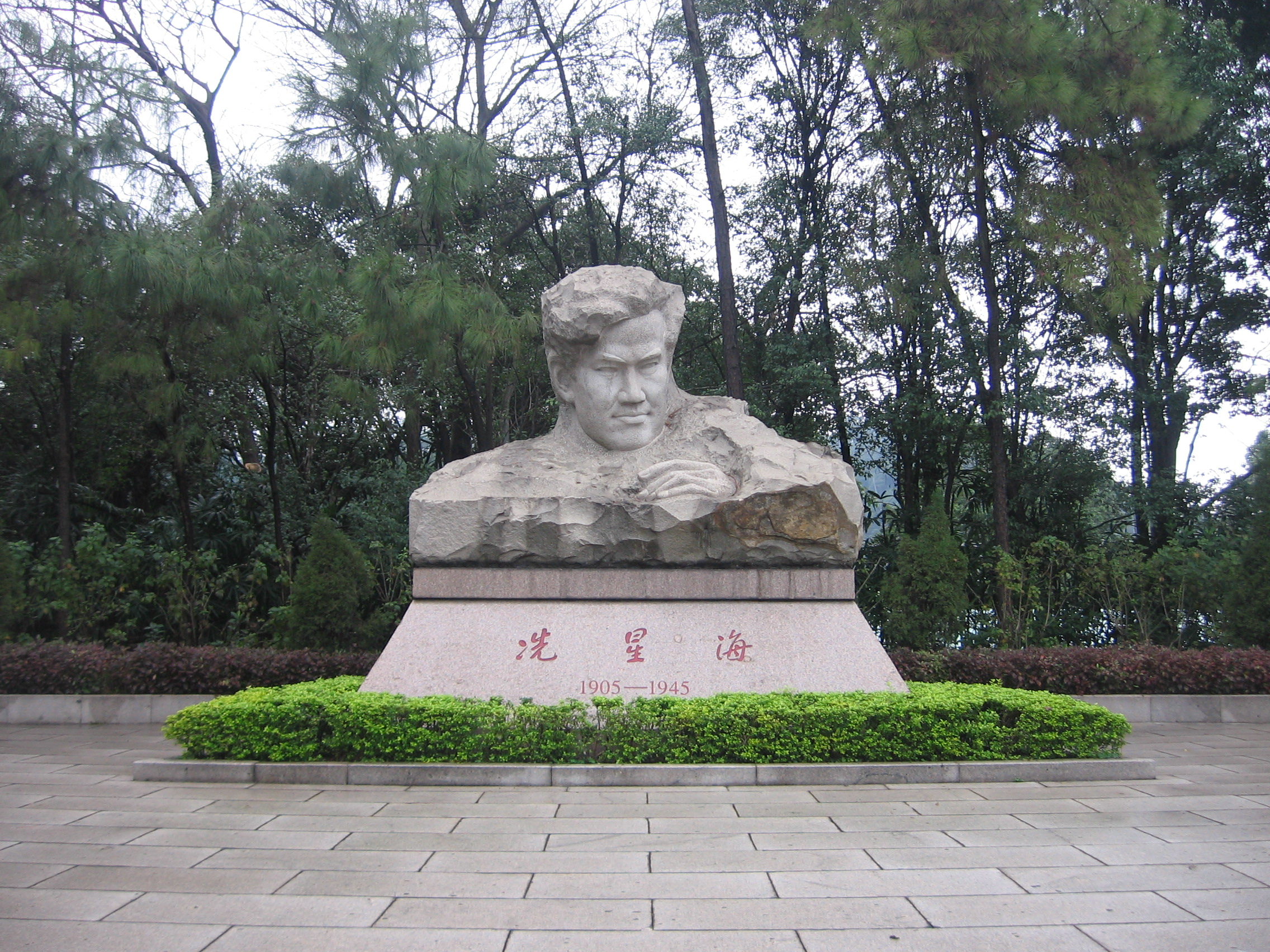
Tombe-cénotaphe de Xian à Guangzhou, Guangdong.